# Jimmy Mican
Jimmy Alejandro Mican Prieto (La Mesa, Cundinamarca, Colombia; 13 de mayo de 1994) es un futbolista colombiano que jugó como centrocampista en el club Fortaleza C.E.I.F. de la categoría Primera B de Colombia. Actualmente, juega en Llaneros de la Categoría Primera B (Colombia).

## Trayectoria

### Inicios
Jimmy Alejandro Mican Prieto nació en el municipio de Cachipay, municipio cercano a la capital del país. Empezó a jugar fútbol desde muy pequeño en su municipio y en otros lugares cercanos como La Mesa, en donde se dio a conocer y alcanzó a disputar varios torneos nacionales durante su niñez. Se formó en las inferiores de La Equidad Seguros para luego ser cedido a su actual club. 

### Equidad Seguros
Formó parte del equipo Sub-21 en el cual alcanzó a disputar varios torneos nacionales de esta categoría y algunos amistosos para el primer equipo.

### Fortaleza C.E.I.F.
Después de haber jugado por varios años en La Equidad Seguros se fue a jugar a préstamo a su actual club Fortaleza C.E.I.F. en el año 2015. En este año debutó como profesional jugando varios partidos y logró afianzarse en el equipo titular. En primera división jugó un total de 23 partidos en los cuales no convirtió ningún gol y fue amonestado en dos ocasiones.

### Manaus F.C.
En 3 de enero de 2020, el club  Manaus F.C., recién promovido a la tercera división nacional, anunció la contratación del jugador Jimmy Mican.
El hincha de Manaus F.C., Cristiano Martins, aclamó la contratación: "Jimmy Mican es un buén jugador y acerá muchos goles para el Gavião do Norte".

### Llaneros F.C.
En el 5 de febrero de 2020 el club Llaneros anuncia su contratación por medio de un video.